# جورج بينيت (عالم)
جورج بينيت (بالإنجليزية: George Bennett)‏ (و. 1804 – 1893 م) هو عالم نبات، وعالم حيواني، وموضح علمي من أستراليا، والمملكة المتحدة لبريطانيا العظمى وأيرلندا، ولد في بليموث، وكان عضوًا في جمعية علم الحيوان في لندن، توفي في سيدني، عن عمر يناهز 89 عاماً.

## جوائز
حصل على جوائز منها:
- Clarke Medal [الإنجليزية]‏ (1890)
- Fellow of the Zoological Society of London ‏
- زمالة الجمعية اللينيانية اللندنية ‏.